# Romero Jucá
Romero Jucá Filho (Recife, 30 novembre 1954) è un politico ed economista brasiliano, rappresenta Roraima nel Senato federale del Brasile sin dal 1995, precedentemente è stato anche governatore di tale stato dal 1988 al 1991, è un membro del Partito del Movimento Democratico Brasiliano il 5 aprile è diventato presidente del PMDB succedendo a Michel Temer.